# UEFA Super Cup

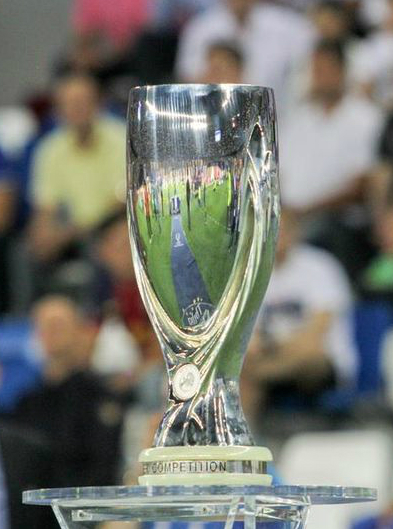
UEFA Super Cup-trofee

De UEFA Super Cup (opgericht met de naam Super Competition en tot 1995 European Super Cup geheten) is de jaarlijkse door de UEFA georganiseerde voetbalwedstrijd tussen de winnaars van de UEFA Champions League en de UEFA Europa League.
De Europese Supercup werd in 1972 bedacht door Anton Witkamp, journalist bij de Nederlandse krant De Telegraaf en later sportjournalist.
De eerste wedstrijden werden in januari 1973 gespeeld tussen de winnaars van de Europacup I en Europacup II (European Cup Winners' Cup) van 1972. Hij werd gewonnen door het Nederlandse Ajax in de wedstrijd tegen het Schotse Rangers. Tot en met 1992 ging de onderlinge tweestrijd tussen de winnaars van deze twee bekertoernooien. In 1992 werd de EC-I omgedoopt in de UEFA Champions League en vanaf 1993 speelt de winnaar hiervan in de supercup. In 1999 werd de laatste editie van de Europacup II gespeeld. Van 2000 tot en met 2009 speelde de winnaar van de UEFA Cup in de supercup en na herbenoeming naar de UEFA Europa League vanaf 2010 de winnaar van dit toernooi.
Van 1998 tot 2012 vond de wedstrijd plaats aan het begin van het nieuwe voetbalseizoen in het Stade Louis II in Monaco. Daarvoor werd de wedstrijd beslist over twee wedstrijden; een uit- en een thuiswedstrijd, uitgezonderd 1984, 1986 (ook in Monaco) en 1991 toen er een wedstrijd werd gespeeld. Vanaf 2013 wisselt net als bij de finales van de UEFA Champions League en de UEFA Europa League de locatie van de wedstrijd. Tot 2013 werd de wedstrijd altijd op de laatste vrijdag van augustus gespeeld, vlak na de lotingen van de groepsfases van de nieuwe seizoenen van de UEFA Champions League en de UEFA Europa League (deze lotingen vinden in de laatste week van augustus plaats, direct na de returns van de play-offs). Sinds 2014 wordt de wedstrijd echter twee weken eerder gespeeld, in de tweede week van augustus, vanwege het drukke programma van de Europese voetbalclubs. De wedstrijd werd niet op vrijdag, maar op dinsdag gespeeld in deze week. Sinds 2019 is dit de woensdag van deze week. In 2020 werd de wedstrijd eenmalig eind september gespeeld omdat vanwege de coronapandemie die dat jaar uitbrak de Europese voetbaltoernooien pas in augustus konden worden afgewerkt.
In 1974 en 1981 werd de wedstrijd niet gespeeld om politieke redenen, in 1985 niet vanwege het Heizeldrama.
De succesvolste club is Real Madrid; Real Madrid won de UEFA Super Cup zes keer. AC Milan en FC Barcelona wonnen de beker vijf keer, Liverpool won de beker vier keer, Ajax en Atlético Madrid wonnen de beker drie keer.

## De wedstrijden
vet: winnaar
| Jaar | Winnaar EC-I        | Uitslag(en)    | Winnaar EC-II        | Stadion en locatie                                |
| ---- | ------------------- | -------------- | -------------------- | ------------------------------------------------- |
| 1972 | Ajax                | 3 – 1          | Rangers              | Ibrox Stadium, Glasgow, Schotland                 |
| 1972 | Ajax                | 3 – 2          | Rangers              | Olympisch Stadion, Amsterdam, Nederland           |
| 1973 | Ajax                | 0 – 1          | AC Milan             | San Siro, Milaan, Italië                          |
| 1973 | Ajax                | 6 – 0          | AC Milan             | Olympisch Stadion, Amsterdam, Nederland           |
| 1974 | Bayern München      | Niet gespeeld  | Magdeburg            |                                                   |
| 1975 | Bayern München      | 0 – 1          | Dynamo Kiev          | Olympiastadion, München, West-Duitsland           |
| 1975 | Bayern München      | 0 – 2          | Dynamo Kiev          | Central Stadium, Kiev, Sovjet-Unie                |
| 1976 | Bayern München      | 2 – 1          | RSC Anderlecht       | Olympiastadion, München, West-Duitsland           |
| 1976 | Bayern München      | 1 – 4          | RSC Anderlecht       | Astridpark, Anderlecht, België                    |
| 1977 | Liverpool           | 1 – 1          | Hamburger SV         | Volksparkstadion, Hamburg, West-Duitsland         |
| 1977 | Liverpool           | 6 – 0          | Hamburger SV         | Anfield, Liverpool, Engeland                      |
| 1978 | Liverpool           | 1 – 3          | RSC Anderlecht       | Astridpark, Anderlecht, België                    |
| 1978 | Liverpool           | 2 – 1          | RSC Anderlecht       | Anfield, Liverpool, Engeland                      |
| 1979 | Nottingham Forest   | 1 – 0          | FC Barcelona         | City Ground, Nottingham, Engeland                 |
| 1979 | Nottingham Forest   | 1 – 1          | FC Barcelona         | Camp Nou, Barcelona, Spanje                       |
| 1980 | Nottingham Forest   | 2 – 1          | Valencia (u)         | City Ground, Nottingham, Engeland                 |
| 1980 | Nottingham Forest   | 0 – 1          | Valencia (u)         | Estadio Luis Casanova, Valencia, Spanje           |
| 1981 | Liverpool           | Niet gespeeld  | Dinamo Tbilisi       |                                                   |
| 1982 | Aston Villa         | 0 – 1          | FC Barcelona         | Camp Nou, Barcelona, Spanje                       |
| 1982 | Aston Villa         | 3 – 0 nv       | FC Barcelona         | Villa Park, Birmingham, Engeland                  |
| 1983 | Hamburger SV        | 0 – 0          | Aberdeen             | Volksparkstadion, Hamburg, West-Duitsland         |
| 1983 | Hamburger SV        | 0 – 2          | Aberdeen             | Pittodrie Stadium, Aberdeen, Schotland            |
| 1984 | Liverpool           | 0 – 2          | Juventus             | Olympisch Stadion, Turijn, Italië                 |
| 1985 | Juventus            | Niet gespeeld  | Everton              |                                                   |
| 1986 | Steaua Boekarest    | 1 – 0          | Dynamo Kiev          | Stade Louis II, Monaco                            |
| 1987 | Porto               | 1 – 0          | Ajax                 | Olympisch Stadion, Amsterdam, Nederland           |
| 1987 | Porto               | 1 – 0          | Ajax                 | Estádio das Antas, Porto, Portugal                |
| 1988 | PSV                 | 0 – 3          | Mechelen             | Achter de Kazerne, Mechelen, België               |
| 1988 | PSV                 | 1 – 0          | Mechelen             | Philips Stadion, Eindhoven, Nederland             |
| 1989 | AC Milan            | 1 – 1          | FC Barcelona         | Camp Nou, Barcelona, Spanje                       |
| 1989 | AC Milan            | 1 – 0          | FC Barcelona         | San Siro, Milaan, Italië                          |
| 1990 | AC Milan            | 1 – 1          | Sampdoria            | Stadio Luigi Ferraris, Genua, Italië              |
| 1990 | AC Milan            | 2 – 0          | Sampdoria            | Stadio Renato Dall'Ara, Bologna, Italië           |
| 1991 | Rode Ster Belgrado  | 0 – 1          | Manchester United    | Old Trafford, Manchester, Engeland                |
| 1992 | FC Barcelona        | 1 – 1          | Werder Bremen        | Weserstadion, Bremen, Duitsland                   |
| 1992 | FC Barcelona        | 2 – 1          | Werder Bremen        | Camp Nou, Barcelona, Spanje                       |
| Jaar | Winnaar CL          | Uitslag(en)    | Winnaar EC-II        |                                                   |
| 1993 | AC Milan            | 1 – 0          | Parma                | Stadio Ennio Tardini, Parma, Italië               |
| 1993 | AC Milan            | 0 – 2 nv       | Parma                | San Siro, Milaan, Italië                          |
| 1994 | AC Milan            | 0 – 0          | Arsenal              | Arsenal Stadium, Londen, Engeland                 |
| 1994 | AC Milan            | 2 – 0          | Arsenal              | San Siro, Milaan, Italië                          |
| 1995 | Ajax                | 1 – 1          | Real Zaragoza        | La Romareda, Zaragoza, Spanje                     |
| 1995 | Ajax                | 4 – 0          | Real Zaragoza        | Olympisch Stadion, Amsterdam, Nederland           |
| 1996 | Juventus            | 6 – 1          | Paris Saint-Germain  | Parc des Princes, Parijs, Frankrijk               |
| 1996 | Juventus            | 3 – 1          | Paris Saint-Germain  | Stadio La Favorita, Palermo, Italië               |
| 1997 | Borussia Dortmund   | 0 – 2          | FC Barcelona         | Camp Nou, Barcelona, Spanje                       |
| 1997 | Borussia Dortmund   | 1 – 1          | FC Barcelona         | Westfalenstadion, Dortmund, Duitsland             |
| 1998 | Real Madrid         | 0 – 1          | Chelsea              | Stade Louis II, Monaco                            |
| 1999 | Manchester United   | 0 – 1          | SS Lazio             | Stade Louis II, Monaco                            |
| Jaar | Winnaar CL          | Uitslag        | Winnaar UEFA Cup     | Stade Louis II, Monaco                            |
| 2000 | Real Madrid         | 1 – 2 gg       | Galatasaray          | Stade Louis II, Monaco                            |
| 2001 | Bayern München      | 2 – 3          | Liverpool            | Stade Louis II, Monaco                            |
| 2002 | Real Madrid         | 3 – 1          | Feyenoord            | Stade Louis II, Monaco                            |
| 2003 | AC Milan            | 1 – 0          | Porto                | Stade Louis II, Monaco                            |
| 2004 | Porto               | 1 – 2          | Valencia             | Stade Louis II, Monaco                            |
| 2005 | Liverpool           | 3 – 1 nv       | CSKA Moskou          | Stade Louis II, Monaco                            |
| 2006 | FC Barcelona        | 0 – 3          | Sevilla              | Stade Louis II, Monaco                            |
| 2007 | AC Milan            | 3 – 1          | Sevilla              | Stade Louis II, Monaco                            |
| 2008 | Manchester United   | 1 – 2          | Zenit St.-Petersburg | Stade Louis II, Monaco                            |
| 2009 | FC Barcelona        | 1 – 0 nv       | Sjachtar Donetsk     | Stade Louis II, Monaco                            |
| Jaar | Winnaar CL          | Uitslag        | Winnaar EL           | Stade Louis II, Monaco                            |
| 2010 | Internazionale      | 0 – 2          | Atlético Madrid      | Stade Louis II, Monaco                            |
| 2011 | FC Barcelona        | 2 – 0          | Porto                | Stade Louis II, Monaco                            |
| 2012 | Chelsea             | 1 – 4          | Atlético Madrid      | Stade Louis II, Monaco                            |
| 2013 | Bayern München      | 2 – 2 ns 5 – 4 | Chelsea              | Eden Aréna, Praag, Tsjechië                       |
| 2014 | Real Madrid         | 2 – 0          | Sevilla              | Cardiff City Stadium, Cardiff, Wales              |
| 2015 | FC Barcelona        | 5 – 4 nv       | Sevilla              | Boris Paitsjadzestadion, Tbilisi, Georgië         |
| 2016 | Real Madrid         | 3 – 2 nv       | Sevilla              | Lerkendalstadion, Trondheim, Noorwegen            |
| 2017 | Real Madrid         | 2 – 1          | Manchester United    | Philip II Arena, Skopje, Macedonië                |
| 2018 | Real Madrid         | 2 – 4 nv       | Atlético Madrid      | A. Le Coq Arena, Tallinn, Estland                 |
| 2019 | Liverpool           | 2 – 2 ns 5 – 4 | Chelsea              | Vodafone Park, Istanboel, Turkije                 |
| 2020 | Bayern München      | 2 – 1 nv       | Sevilla              | Puskás Aréna, Boedapest, Hongarije                |
| 2021 | Chelsea             | 1 – 1 ns 6 – 5 | Villarreal           | Windsor Park, Belfast, Noord-Ierland              |
| 2022 | Real Madrid         | 2 – 0          | Frankfurt            | Olympisch Stadion, Helsinki, Finland              |
| 2023 | Manchester City     | 1 – 1 ns 5 – 4 | Sevilla              | Georgios Karaiskákisstadion, Piraeus, Griekenland |
| 2024 | Real Madrid         | 2 – 0          | Atalanta             | Nationaal Stadion, Warschau, Polen                |
| 2025 | Paris Saint-Germain | 2 – 2 ns 4 – 3 | Tottenham Hotspur    | Stadio Friuli, Udine, Italië                      |

### Succesvolste clubs
| Club                  | Winnaar | Runner-up | Winnaar in:                        |
| --------------------- | ------- | --------- | ---------------------------------- |
| Real Madrid           | 6       | 3         | 2002, 2014, 2016, 2017, 2022, 2024 |
| AC Milan              | 5       | 2         | 1989, 1990, 1994, 2003, 2007       |
| FC Barcelona          | 5       | 4         | 1992, 1997, 2009, 2011, 2015       |
| Liverpool             | 4       | 2         | 1977, 2001, 2005, 2019             |
| Ajax                  | 3       | 1         | 1972, 1973, 1995                   |
| Atlético Madrid       | 3       | 0         | 2010, 2012, 2018                   |
| Bayern München        | 2       | 3         | 2013, 2020                         |
| Chelsea               | 2       | 3         | 1998, 2021                         |
| Juventus              | 2       | 0         | 1984, 1996                         |
| RSC Anderlecht        | 2       | 0         | 1976, 1978                         |
| Valencia              | 2       | 0         | 1980, 2004                         |
| Sevilla               | 1       | 6         | 2006                               |
| FC Porto              | 1       | 3         | 1987                               |
| Manchester United     | 1       | 3         | 1991                               |
| Dynamo Kiev           | 1       | 1         | 1975                               |
| Nottingham Forest     | 1       | 1         | 1979                               |
| Paris Saint-Germain   | 1       | 1         | 2025                               |
| Aston Villa           | 1       | 0         | 1981                               |
| Aberdeen              | 1       | 0         | 1982                               |
| Steaua Boekarest      | 1       | 0         | 1986                               |
| KV Mechelen           | 1       | 0         | 1988                               |
| AC Parma              | 1       | 0         | 1993                               |
| SS Lazio              | 1       | 0         | 1999                               |
| Galatasaray           | 1       | 0         | 2000                               |
| Zenit Sint-Petersburg | 1       | 0         | 2008                               |
| Manchester City       | 1       | 0         | 2023                               |

### Succesvolste landen
| Land      | Winnaar | Runner-up | Totaal aantal finales: |
| --------- | ------- | --------- | ---------------------- |
| Spanje    | 17      | 15        | 32                     |
| Engeland  | 10      | 10        | 20                     |
| Italië    | 9       | 5         | 14                     |
| Nederland | 3       | 3         | 6                      |
| België    | 3       | -         | 3                      |
| Duitsland | 2       | 7         | 9                      |
| Portugal  | 1       | 3         | 4                      |
| Oekraïne  | 1       | 2         | 3                      |
| Schotland | 1       | 1         | 2                      |
| Rusland   | 1       | 1         | 2                      |
| Frankrijk | 1       | 1         | 2                      |
| Roemenië  | 1       | -         | 1                      |
| Turkije   | 1       | -         | 1                      |

1972 · 1973 · 1974 · 1975 · 1976 · 1977 · 1978 · 1979 · 1980 · 1981 · 1982 · 1983 · 1984 · 1985 · 1986 · 1987 · 1988 · 1989 · 1990 · 1991 · 1992 · 1993 · 1994 · 1995 · 1996 · 1997 · 1998 · 1999 · 2000 · 2001 · 2002 · 2003 · 2004 · 2005 · 2006 · 2007 · 2008 · 2009 · 2010 · 2011 · 2012 · 2013 · 2014 · 2015 · 2016 · 2017 · 2018 · 2019 · 2020 · 2021 · 2022 · 2023 · 2024 · 2025